# Katedrála v Trani
Katedrála Nanebevzetí Panny Marie v Trani (italsky Basilica cattedrale di Santa Maria Assunta), obecně známá jako Katedrála sv. Mikuláše Poutníka v Trani (italsky Cattedrale di San Nicola Pellegrino), je románská katedrála v apulijském městě Trani situovaná na břehu Jaderského moře.
Stavba zasvěcená sv. Mikuláši, který byl kanonizován roku 1094, byla zakladatelským dílem arcibiskupa Bisanzia. Arcibiskup založil katedrálu roku 1098 na místě staršího kostela.

### Externí odkazy

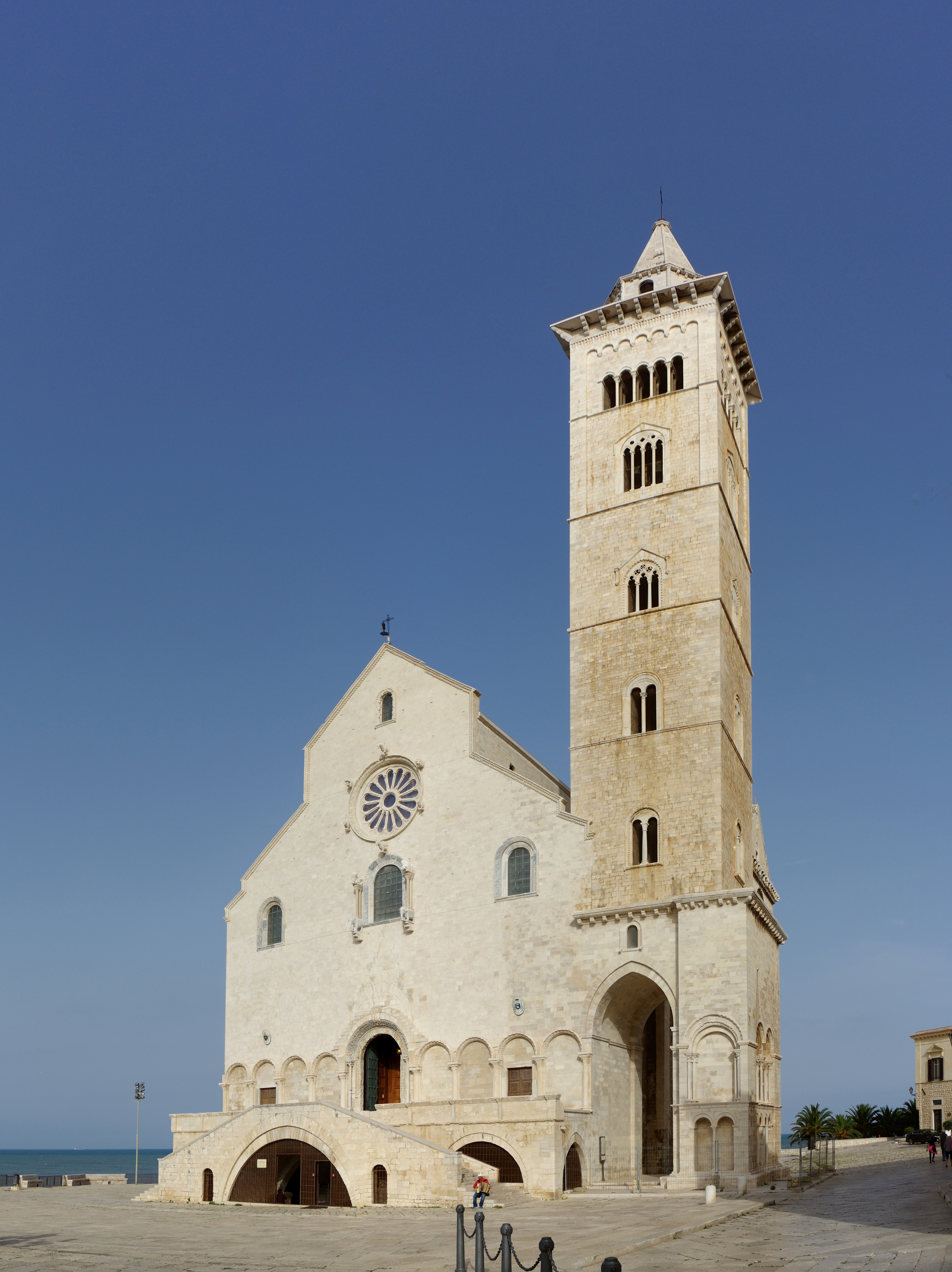